# Hecken-Wollafter
Der Hecken-Wollafter oder Schlehen-Herbst-Wollafter (Eriogaster catax) ist ein Schmetterling (Nachtfalter) aus der Familie der Glucken (Lasiocampidae).

## Merkmale
Die Falter erreichen eine Flügelspannweite von 30 bis 35 Millimetern. Sie haben gelbbraune Vorderflügel (Männchen), die am Außenrand breit violettbraun gefärbt sind. In der Mitte der Vorderflügel sitzt ein auffälliger, weißer, kreisrunder Fleck, der dunkelbraun gesäumt ist. Die Weibchen sind grundsätzlich gleich gefärbt, nur dass ihre Vorderflügel wesentlich dunkler sind. Nur die schmale Naht zwischen dem violettbraunen Rand und dem restlichen Flügel ist gelbbraun gefärbt. Die Hinterflügel sind einfarbig, wie die Vorderflügel gefärbt.
Die Raupen werden ca. 50 Millimeter lang und haben eine schwarze Grundfärbung. Entlang dem Rücken und auf den Seiten tragen sie hellgraue Haarbüschel, die spitz zusammenlaufen. Daneben haben sie am Rücken kurze, rotbraune Haare und blaue und gelbliche Flecken.
Ähnliche Arten
- Frühlings-Wollafter (Eriogaster lanestris)
- Eichen-Wollafter (Eriogaster rimicola)
- Pflaumenglucke (Odonestis pruni)

## Vorkommen
Die Tiere kommen in Süd- und Mitteleuropa, östlich bis zum Ural vor. Sie waren in Mitteleuropa weit verbreitet, sind aber mittlerweile fast überall verschwunden. Ihre Populationen sind in den letzten Jahren rapide zurückgegangen, man findet sie nur mehr in wenigen Gebieten, wie z. B. im Steigerwald, in der Rheinebene des Elsass und um Genf. Sie leben in warmen und lichten, leicht feuchten Laubwäldern, vor allem in denen, die in mittleren Höhenlagen extensiv genutzten werden.
Eriogaster catax besiedelt in Österreich aktuell nur mehr die östlichen Teile des Bundesgebietes, nämlich das Burgenland, das östliche Niederösterreich (und einer „Enklave“ im westlichen Niederösterreich) sowie Teile der Bundeshauptstadt Wien. Aus Oberösterreich gibt es nur einen aktuellen Nachweis aus dem Jahr 1993. Viele ehemalige Populationen in Österreich (etwa Vorarlberg, Tirol, Kärnten) sind aber bereits erloschen.

## Lebensweise

### Flug- und Raupenzeiten

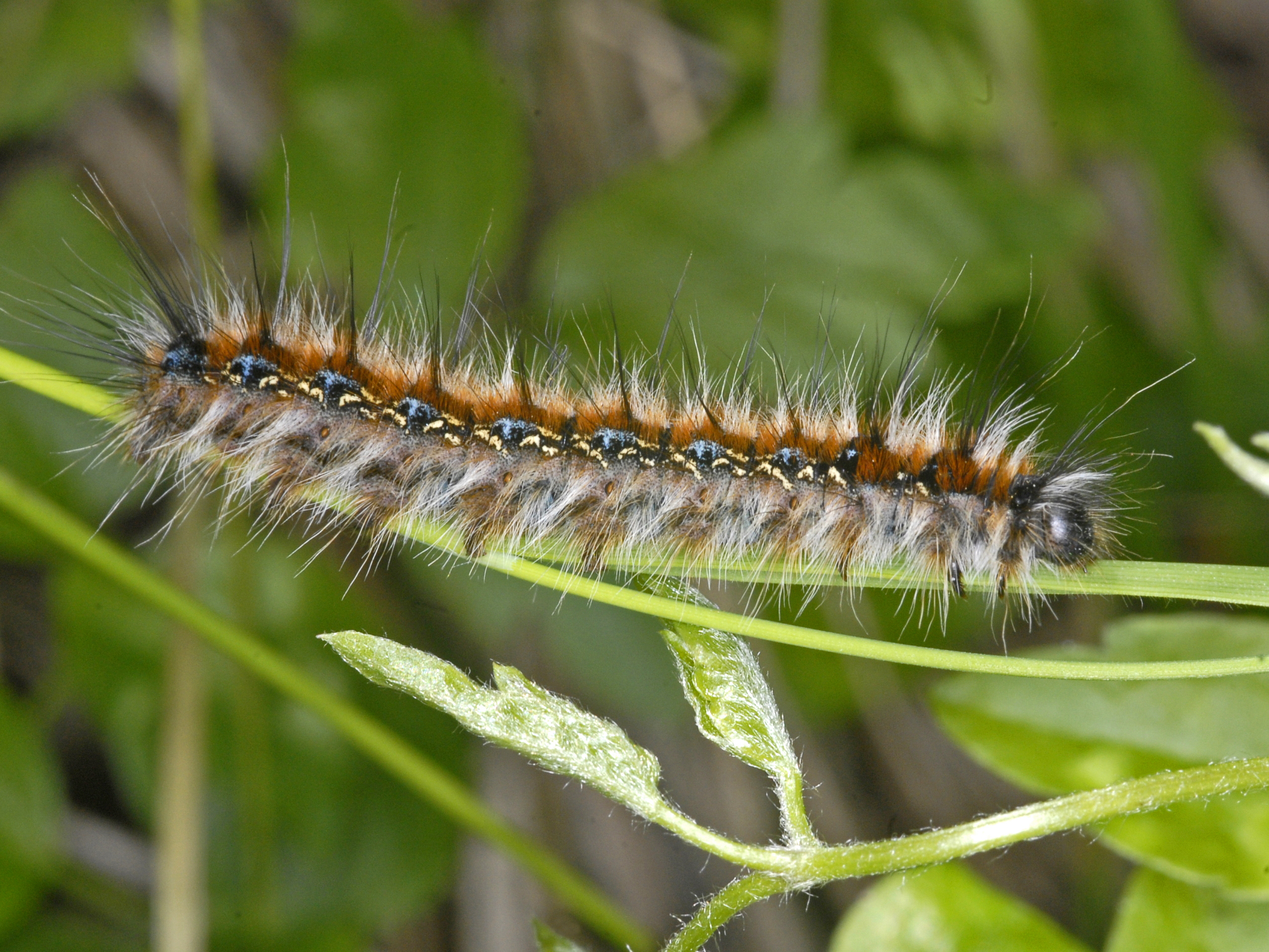
Raupe des Hecken-Wollafters

Die nachtaktiven Falter fliegen sehr spät im Jahr von September bis Oktober, die Raupen findet man von Mai bis Anfang Juli.

### Nahrung der Raupen
Die Raupen ernähren sich von Schlehdorn (Prunus spinosa), Weißdorne (Crataegus sp.), Stieleiche (Quercus robur) und anderen Eichenarten, vermutlich aber auch von anderen Laubbäumen und Sträuchern.

## Entwicklung
Die Falter paaren sich vor Mitternacht, kurz danach klebt das Weibchen seine Eier mit einer dunklen, klebrigen Substanz rund um dünne Zweige der Futterpflanzen. Danach werden sie mit Haaren des Afterbusches bedeckt. Das Gelege sieht eigenartig, wie eine haarige Raupe aus. Die Eier überwintern, die Raupen schlüpfen erst gegen Anfang Mai. Sie spinnen gemeinsam nahe der Ablagestelle ein Gespinst, in dem sie gemeinsam leben. Nur zum Fressen kommen sie aus ihm hervor. Nach der ersten Häutung teilen sie sich auf und leben solitär. Sie sind dann vermehrt auf Eichen zu finden, die jungen Raupen leben in der Regel auf Schlehdorn. Gegen Juni klettern die ausgewachsenen Raupen auf den Boden hinunter und verpuppen sich in einem pergamentartigen, ovalen Kokon. Es kommt vor, dass die Puppe bis zu zwei Jahre überliegt, bevor die Imago schlüpft.

## Gefährdung und Schutz
- Rote Liste BRD: 1 (vom Aussterben bedroht)[6]
- Rote Liste Österreichs: VU (gefährdet)[7]
- Art im Anhang II und im Anhang IV der FFH-Richtlinie